# 미야니시 나오키
미야니시 나오키(일본어: 宮西 尚生, 1985년 6월 2일 ~ )는 일본의 프로 야구 선수이며, 현재 퍼시픽 리그인 홋카이도 닛폰햄 파이터스의 소속 선수(투수)이다. 효고현 니시노미야시 출신이다.

## 인물

### 프로 입단 전
초등학교 1학년부터 야구를 시작했다. 중학교 때는 보이스리그의 아마가사키 보이스에서 활동하고 미나미오사카대회에서 우승을 했다. 아마가사키 시립 아마가사키 고등학교에선 당시 1년 선배인 가네토 노리히토와 주목받았으나 전국대회와는 인연이 없었다. 고등학교 졸업 후, 간세이학생야구연맹소속의 간세이 가쿠인 대학에 진학한다. 동기로는 오기노 다카시가 있고, 1년 후배로는 기시 게이스케가 있다. 2학년 춘계 리그에서 선발투수와 릴리프 투수를 같이 하면서 48 1/3이닝 연속 무실점이라는 기록을 세웠다. 제 16회 IBAF 인터콘티넨털 컵이나 베이징 프리 올림픽 야구 일본대표등 일본 야구선수 국가대표로 4회를 출장했다. 그러나 3학년 때는 구속을 올리기 위해 투구폼을 무너뜨리다가 성적이 부진했다. 대학리그 통산 성적은 46경기 등판, 19승 13패, 탈삼진 291개, 방어율 1.58이다. 2007년 프로야구 드래프트 회의(대학생, 사회인부분)에서 홋카이도 닛폰햄 파이터스에 3순위로 지명받아 입단했다.

### 프로 입단 후

#### 2008년
데뷔 첫해부터 50경기를 모두 릴리프로 출전했다. 신인 시절부터 3년 연속 50경기 이상 출전은 팀의 전신인 도에이 플라이어스에서 1969년~1972년 가네다 도메히로 이후 39년만이다. 3월 25일 세이부 라이온스와의 경기에서 프로 데뷔 후 첫 등판을 하며, 첫 홀드는 4월 4일 오릭스 버펄로스전에서 기록하고, 5월 11일 소프트뱅크 호크스전에서 데뷔 후 첫 승리를 기록한다. 2008 시즌 방어율이 4점대가 되었고, 팀에 몇 안 되는 중간 계투가 되었다.

#### 2009년
8월 신종인플루엔자에 감염되었고, 복귀 후 첫 등판인 8월 28일 시합에서 시즌 7승째를 거뒀다. 기시 다카유키의 개막 후 연승기록을 뛰어넘었다(참고로 기시 다카유키는 개막 후 6연승을 했다). 복귀 다음날까지 방어율은 1점대였다. 그러나 최종적인 방어율은 2.89로 저하되었지만, 58경기를 출전하였다(58경기는 2009시즌 팀 투수 중 최다 경기 출전이고, 팀 동료 기쿠치 가즈마사도 같이 58경기를 출전하였다.). 그리고 홀드 기록은 리그 8위의 20홀드를 달성했다.

#### 2010년
5월 19일 요미우리 자이언츠전에서 프로 데뷔 후 첫 세이브를 올린다. 8월 21일 결막염에 걸려서 일시적으로 경기를 뛰지 못하였으나, 그 해 홀드 기록은 리그 7위의 25홀드를 달성하고, 리그 6위의 61경기를 출전했다.

#### 2011년
4월 14일, 5월 6일에는 우타자에게 홈런을 허용하여 패전 투수가 되었다. 그해 패전은 홈런에 의한 득점 뿐이었다. 최종적으로 방어율 2.21, 14홀드를 달성하여 작년보다 성적이 떨어졌지만, 구단 투수 최다 경기 출전인 61경기를 출전하였다.

#### 2012년
마스이 히로토시와 다케다 히사시와 같이 필승 계투조가 되었고, 주로 7회에 던졌다. 최종적으로 등판 수, 홀드 수 다 작년을 넘었고, 8월 17일 지바 롯데 마린스와의 경기에서 (삿포로 돔) 요시카와 미쓰오에 이어서 두번째 투수로 올라와서 홀드를 기록하여 통산 100홀드를 달성했다.(참고로 이 경기는 요시카와 미쓰오선수가 데뷔 후 처음으로 10승을 기록한 경기이기도 하다.)

#### 2013년
작년처럼 필승 계투조에서 활동을 했고, 자신에게는 3년만에 방어율 1점대를 기록했고, 이 해 8월 23일~9월 30일동안 12경기 연속 홀드를 기록했지만, 최종적으로 57경기 출전, 리그 2위의 30홀드를 기록했다.

#### 2014년
이 해는 새로 입단한 외국인 투수 마이클 크로타와 앤서니 카터와 같이 릴리프로 뛰었고, 부동의 셋업맨으로 62경기 출장, 홀드는 자신의 최다 기록(2012년 39홀드)를 뛰어넘는 41홀드를 기록했으며, 8월 19일 국내 FA권을 행사했지만 11월 8일 잔류하기로 결심했다.특히 6월 29일 도호쿠 라쿠텐 골든이글스와의 경기에서 150홀드를 달성했다. 그 외 클라이맥스 시리즈 퍼스트 스테이지3차전에서 8회말 1사 3루 상황에서 마운드에 올라와서 이토이 요시오하고 T-오카다를 연속으로 헛스윙 삼진으로 돌려세웠다. 그리고 2015년부터는 오비키 게이지에 이어 팀의 주장이 되었다.

#### 2015년
9월 22일 후쿠오카 소프트뱅크 호크스전(삿포로 돔)에서 구원등판을 하여, 가네다 마사이치, 요네다 데쓰야, 야마구치 데쓰야에 이어서 일본 프로야구 역대 3위인 8년 연속 1군 공식전 시즌 50시합 출전 달성을 일궈냈다. 3승 3패 25홀드 방어율 2.70이라는 성적을 남기고 올스타전에서 감독추천선수로 선출되어 생애 첫 올스타전 출전을 일궈냈다. 그러나 1년 동안 왼쪽 팔꿈치의 유리연골의 통증이 악화됐기 때문에, 9월 23일 1군에서 말소되었으며, 팀의 클라이맥스 시리즈에서 미야니시는 한 시합에도 출전하지 않았다. 그리고 10월 19일 왼쪽 팔꿈치 이물질 제거 수술 및 신경 이행술을 받았다. 또한, 7월 16일 2015 WBSC 프리미어 12 일본대표 제1차 보강선수로 지명되었지만, 11월 개최하는 대회에는 출전하지 않았다. 또한 10월에 받은 수술로부터 재활을 하던 중 12월 22일 자신의 집 근처에서 넘어졌는 데 이때 오른쪽 새끼 손가락을 골절당했으며, 완치되는 데 5주가 걸렸다고 한다.

#### 2016년
3월 개막 때는 작년 10월 수술의 여파로 2군에 있었다. 그럼에도 불구하고 재활이 잘 이루어져서 4월 8일 오시마 다쿠미와 함께 1군에 등록되었으며, 4월 9일 도호쿠 라쿠텐 골든이글스와의 원정 경기 시합에서 2016년 시즌 첫 등판을 일궈냈다. 5월 14일 세이부 라이온스와의 시합에서 통산 200홀드를 달성하였으며, 7월 27일 세이부 라이온스와의 원정 경기(세이부 돔) 시합에서 통산 500경기 출전을 달성해 냈다. 9월 9일 도호쿠 라쿠텐 골든이글스와의 시합에서 9년 연속 50경기 출전을 달성했다. 그러나 9월 24일 수비를 하던 중 발목을 다쳐서 26일까지 발목통증을 호소하면서 마운드에 올랐다. 그러나 발목 상태가 점점 좋아져서 클라이맥스 시리즈와 일본 시리즈에서는 아무런 문제 없이 등판했으며, 이 해에는 39홀드를 기록하여 자신의 생애 첫 타이틀인 최우수 중간계투 선수상을 받았다. 또한 10월 18일 WBC 일본 대표 보강 선수로 선발되었고, WBC 출전의사를 표시했다.

## 플레이 스타일
희귀한 좌완 사이드암이며 평균 시속 약 140km/h 스트레이트와 슬라이더, 커브 3종류를 던진다.

## 상세 정보

### 출신 학교
- 아마가사키 시립 아마가사키 고등학교
- 간세이 가쿠인 대학

### 선수 경력
프로팀 경력
- 홋카이도 닛폰햄 파이터스(2008년 ~ )

국가 대표 경력
- 2017년 월드 베이스볼 클래식 일본 국가대표

### 수상·타이틀 경력
- 최우수 중간 계투 : 2회(2016년, 2018년)

### 개인 기록

#### 첫 기록
- 첫 등판 : 2008년 3월 25일, 대 사이타마 세이부 라이온스 1차전(삿포로 돔), 8회초에 2번째 투수로서 구원 등판, 1이닝 무실점
- 첫 탈삼진 : 상동, 8회초에 사토 도모아키로부터 헛스윙 삼진
- 첫 홀드 : 2008년 4월 4일, 대 오릭스 버펄로스 1차전(교세라 돔 오사카), 7회말 2사에 3번째 투수로서 구원 등판, 1/3이닝 무실점
- 첫 승리 : 2008년 5월 11일, 대 후쿠오카 소프트뱅크 호크스 8차전(하코다테 시 지요가다이 공원 야구장), 7회초에 2번째 투수로서 구원 등판, 1이닝 무실점
- 첫 세이브 : 2010년 5월 19일, 대 요미우리 자이언츠 2차전(삿포로 돔), 9회초에 4번째 투수로서 구원 등판·마무리, 1이닝 무실점

#### 기록 달성 경력
- 통산 100홀드 : 2012년 8월 18일, 대 지바 롯데 마린스 15차전(삿포로 돔), 7회초에 2번째 투수로서 구원 등판, 1이닝 무실점 ※역대 17번째(5년차에서의 도달은 퍼시픽 리그에서 가장 빠른 기록)
- 통산 200홀드 : 2016년 5월 14일, 대 사이타마 세이부 라이온스 10차전(삿포로 돔), 7회초에 3번째 투수로서 구원 등판, 1이닝 무실점 ※야마구치 데쓰야에 이어 2번째(퍼시픽 리그 사상 최초)
- 통산 500경기 등판 : 2016년 7월 27일, 대 사이타마 세이부 라이온스 16차전(세이부 프린스 돔), 8회초에 3번째 투수로서 구원 등판, 1이닝 무실점 ※역대 96번째
- 통산 250홀드 : 2017년 8월 3일, 대 지바 롯데 마린스 16차전(ZOZO 마린 스타디움), 6회말에 2번째 투수로서 구원 등판, 1이닝 무실점 ※야마구치 데쓰야에 이어 역대 두 번째(퍼시픽 리그 사상 최초)[3]
- 통산 600경기 등판 : 2018년 6월 30일, 대 오릭스 버펄로스 10차전(삿포로 돔), 7회초 1사에 2번째 투수로서 구원 등판, 2/3이닝 무실점 ※역대 40번째(600경기 연속 구원 등판은 역대 4번째, 한 구단 소속으로 첫 등판에서 연속 구원 등판에서의 달성은 사상 최초)

#### 기타
- 11년 연속 50경기 등판(2008년 ~ 2018년) ※프로 야구 역대 2위, 퍼시픽 리그 기록
- 12등판 연속 홀드(2013년 8월 23일 ~ 9월 30일) ※퍼시픽 리그 기록
- 올스타전 출장 : 2회(2015년, 2018년)

### 등번호
- 25(2008년 ~ )

### 연도별 투수 성적
| 연 도       | 소 속       | 등 판 | 선 발 | 완 투 | 완 봉 | 무 4 구 | 승 리 | 패 전 | 세 이 브 | 홀 드 | 승 률 | 타 자 | 이 닝 | 피 안 타 | 피 홈 런 | 볼 넷 | 고 4 | 몸 맞 | 탈 삼 진 | 폭 투 | 보 크 | 실 점 | 자 책 점 | 평 자 책 | W H I P |
| ----------- | ----------- | ----- | ----- | ----- | ----- | ------- | ----- | ----- | -------- | ----- | ----- | ----- | ----- | -------- | -------- | ----- | ---- | ----- | -------- | ----- | ----- | ----- | -------- | -------- | ------- |
| 2008년      | 닛폰햄      | 50    | 0     | 0     | 0     | 0       | 2     | 4     | 0        | 8     | .333  | 198   | 45.1  | 47       | 5        | 15    | 1    | 2     | 25       | 2     | 1     | 24    | 22       | 4.37     | 1.37    |
| 2009년      | 닛폰햄      | 58    | 0     | 0     | 0     | 0       | 7     | 2     | 0        | 13    | .778  | 189   | 46.2  | 39       | 6        | 15    | 3    | 1     | 55       | 0     | 0     | 15    | 15       | 2.89     | 1.16    |
| 2010년      | 닛폰햄      | 61    | 0     | 0     | 0     | 0       | 2     | 1     | 1        | 23    | .667  | 181   | 47.2  | 29       | 1        | 9     | 0    | 4     | 49       | 0     | 0     | 9     | 9        | 1.70     | 0.80    |
| 2011년      | 닛폰햄      | 61    | 0     | 0     | 0     | 0       | 1     | 2     | 0        | 14    | .333  | 218   | 53.0  | 38       | 3        | 14    | 2    | 8     | 56       | 2     | 0     | 15    | 13       | 2.21     | 0.98    |
| 2012년      | 닛폰햄      | 66    | 0     | 0     | 0     | 0       | 2     | 2     | 0        | 39    | .500  | 244   | 60.0  | 51       | 4        | 14    | 1    | 4     | 56       | 0     | 0     | 18    | 15       | 2.25     | 1.08    |
| 2013년      | 닛폰햄      | 57    | 0     | 0     | 0     | 0       | 3     | 1     | 0        | 30    | .750  | 197   | 46.2  | 40       | 1        | 16    | 3    | 2     | 39       | 1     | 0     | 12    | 9        | 1.74     | 1.20    |
| 2014년      | 닛폰햄      | 62    | 0     | 0     | 0     | 0       | 1     | 5     | 0        | 41    | .167  | 218   | 50.0  | 47       | 2        | 23    | 4    | 4     | 46       | 0     | 0     | 14    | 12       | 2.16     | 1.40    |
| 2015년      | 닛폰햄      | 50    | 0     | 0     | 0     | 0       | 3     | 3     | 0        | 25    | .500  | 163   | 40.0  | 29       | 4        | 11    | 1    | 1     | 30       | 1     | 0     | 19    | 12       | 2.70     | 1.00    |
| 2016년      | 닛폰햄      | 58    | 0     | 0     | 0     | 0       | 3     | 1     | 2        | 39    | .750  | 190   | 47.1  | 28       | 0        | 22    | 1    | 5     | 36       | 1     | 0     | 11    | 8        | 1.52     | 1.06    |
| 2017년      | 닛폰햄      | 51    | 0     | 0     | 0     | 0       | 4     | 5     | 0        | 25    | .444  | 164   | 40.2  | 34       | 3        | 12    | 0    | 0     | 24       | 2     | 0     | 19    | 15       | 3.32     | 1.13    |
| 2018년      | 닛폰햄      | 55    | 0     | 0     | 0     | 0       | 4     | 3     | 0        | 37    | .571  | 186   | 45.0  | 29       | 1        | 20    | 3    | 5     | 39       | 0     | 0     | 11    | 9        | 1.80     | 1.09    |
| 통산 : 11년 | 통산 : 11년 | 629   | 0     | 0     | 0     | 0       | 32    | 29    | 3        | 294   | .525  | 2148  | 522.1 | 411      | 30       | 171   | 19   | 36    | 455      | 9     | 1     | 167   | 139      | 2.40     | 1.11    |

- 2018년 시즌 종료 기준.
- 굵은 글씨는 시즌 최고 성적, 붉은색 글씨는 일본 프로 야구 역대 최고 성적.